# Fissidentalium platypleurum
Fissidentalium platypleurum är en blötdjursart som beskrevs av John Read le Brockton Tomlin 1931. Fissidentalium platypleurum ingår i släktet Fissidentalium och familjen Dentaliidae. Inga underarter finns listade i Catalogue of Life.